# Meurthe (flod)
Meurthe (franska: mœʁt) är en flod i nordöstra Frankrike. Floden har sin källa i Vogeserna, och mynnar ut i floden Mosel, i närheten av Nancy. Meurthe är 161 kilometer lång. Några av samhällena som ligger längs floden är Fraize, Saint-Dié-des-Vosges, Raon-l'Étape, Baccarat, Lunéville och Nancy.